# Grand Prix moto d'Ulster 1970
Le Grand Prix moto d'Ulster 1970 est la dixième manche du championnat du monde de vitesse moto 1970. La compétition s'est déroulée le 15 août 1970 sur le circuit de Dundrod dans le comté d'Antrim (Irlande). C'est la 42e édition du Grand Prix moto d'Ulster et la 22e édition comptant pour le championnat du monde.

## Résultats des 500 cm³
| Pos | Pilote           | Moto              | Temps/Écart       | Points |
| --- | ---------------- | ----------------- | ----------------- | ------ |
| 1   | Giacomo Agostini | MV Agusta         | 1 h 05 min 21 s 6 | 15     |
| 2   | Ginger Molloy    | Kawasaki          | +1 min 58 s 0     | 12     |
| 3   | Percy Tait       | Seeley            | +2 min 32 s 2     | 10     |
| 4   | Jack Findlay     | Seeley-Suzuki     | +2 min 33 s 0     | 8      |
| 5   | Peter Williams   | Arter Matchless   | +3 min 34 s 2     | 6      |
| 6   | Martin Carney    | Kawasaki          | +4 min 15 s 8     | 5      |
| 7   | Martti Pesonen   | Yamaha            | +4 min 23 s 2     | 4      |
| 8   | Gerry Mateer     | Norton            | +1 tour           | 3      |
| 9   | John Williams    | Metisse-Matchless | +1 tour           | 2      |
| 10  | Charlie Dobson   | Seeley            | +1 tour           | 1      |
| 11  | ...              | ...               | + ?               |        |

## Résultats des 350 cm³
| Pos | Pilote           | Moto      | Temps             | Points |
| --- | ---------------- | --------- | ----------------- | ------ |
| 1   | Giacomo Agostini | MV Agusta | 1 h 04 min 53 s 8 | 15     |
| 2   | Günter Bartusch  | MZ        | +1 min 51 s 4     | 12     |
| 3   | Tommy Robb       | Yamaha    | +2 min 04 s 0     | 10     |
| 4   | Tony Rutter      | Yamaha    | +2 min 04 s 8     | 8      |
| 5   | Martti Pesonen   | Yamaha    | +3 min 08 s 4     | 6      |
| 6   | Alan Barnett     | Aermacchi | +3 min 16 s 2     | 5      |
| 7   | Theo Louwes      | Yamaha    | + ?               | 4      |
| 8   | Tony Jefferies   | Yamaha    | + ?               | 3      |
| 9   | Mick Chatterton  | Yamaha    | + ?               | 2      |
| 10  | Denis Gallagher  | Aermacchi | + ?               | 1      |
| 11  | ...              | ...       | + ?               |        |

## Résultats des 250 cm³
| Pos | Pilote           | Moto   | Temps             | Points |
| --- | ---------------- | ------ | ----------------- | ------ |
| 1   | Kel Carruthers   | Yamaha | 1 h 06 min 34 s 0 | 15     |
| 2   | Rodney Gould     | Yamaha | +37 s 0           | 12     |
| 3   | Paul Smart       | Yamaha | +2 min 11 s 6     | 10     |
| 4   | Tony Rutter      | Yamaha | +3 min 11 s 6     | 8      |
| 5   | Alex George (en) | Yamaha | +4 min 25 s 2     | 6      |
| 6   | Bosse Granath    | Yamaha | + ?               | 5      |
| 7   | Derek Chatterton | Yamaha | + ?               | 4      |
| 8   | Malcolm Uphill   | Suzuki | + ?               | 3      |
| 9   | Peter Berwick    | Suzuki | + ?               | 2      |
| 10  | Mick Chatterton  | Yamaha | + ?               | 1      |
| 11  | ...              | ...    | + ?               |        |

## Résultats des 50 cm³
| Pos | Pilote            | Moto     | Temps         | Points |
| --- | ----------------- | -------- | ------------- | ------ |
| 1   | Angel Nieto       | Derbi    | 32 min 19 s 6 | 15     |
| 2   | Salvador Cañellas | Derbi    | +26 s 2       | 12     |
| 3   | Aalt Toersen      | Jamathi  | +26 s 8       | 10     |
| 4   | Rudolf Kunz       | Kreidler | +1 min 32 s 4 | 8      |
| 5   | Martin Mijwaart   | Jamathi  | +2 min 45 s 8 | 6      |
| 6   | Jan de Vries      | Kreidler | +3 min 10 s 0 | 5      |
| 7   | Chris Geary       | Honda    | + ?           | 4      |
| 8   | Chris Walpole     | Honda    | + ?           | 3      |
| 9   | Ray Simpson       | Honda    | + ?           | 2      |
| 10  | Denis Clancy      | Yamaha   | + ?           | 1      |
| 11  | ...               | ...      | + ?           |        |

## Résultats des side-cars
| Pos | Pilote               | Passager         | Moto      | Temps         | Points |
| --- | -------------------- | ---------------- | --------- | ------------- | ------ |
| 1   | Klaus Enders         | Ralf Engelhardt  | BMW       | 51 min 43 s 8 | 15     |
| 2   | Siegfried Schazu     | Peter Rutterford | BMW       | +55 s 6       | 12     |
| 3   | Jean-Claude Castella | Albert Castella  | BMW       | +1 min 40 s 2 | 10     |
| 4   | Horst Owesle         | Julius Kremer    | Münch-URS | +2 min 04 s 4 | 8      |
| 5   | Mick Boddice         | Clive Polligton  | BSA       | + ?           | 6      |
| 6   | Jeff Gawley          | Graham Alcock    | BSA       | + ?           | 5      |
| 7   | Fred Cornbill        | Gordon Tinkler   | Triumph   | + ?           | 4      |
| 8   | Joe Coxon            | S. Nolan         | BSA       | + ?           | 3      |
| 9   | Dick Hawes           | John Mann        | Seeley    | + ?           | 2      |
| 10  | Bob Kewley           | A. Hardy         | BSA       | + ?           | 1      |
| 11  | ...                  | ...              | ...       | + ?           |        |